# Proasellus ligusticus
Proasellus ligusticus är en kräftdjursart som beskrevs av Bodon och Roberto Argano 1982. Proasellus ligusticus ingår i släktet Proasellus och familjen sötvattensgråsuggor. Inga underarter finns listade i Catalogue of Life.